# Hans W. Ulrich
Hans W. Ulrich (* 11. August 1898 als Hans Walter Ulrich in Goslar; † 24. Juli 1979 ebenda) war ein deutscher Schauspieler, Schriftsteller und Journalist.

## Leben
Hans W. Ulrich war der Sohn eines Anwalts. Er wirkte als Schauspieler und Regisseur an verschiedenen deutschen Theatern. Nach dem Zweiten Weltkrieg ließ sich Ulrich in seiner Heimatstadt Goslar nieder. Dort war er weiterhin als Schauspieler und Rezitator tätig, der Schwerpunkt seiner Arbeit lag jedoch auf der Schriftstellerei und dem Journalismus. Ulrich verfasste eine Reihe von Jugendbüchern sowie zahlreiche feuilletonistische Beiträge für die Wochenendausgabe der „Goslarschen Zeitung“.
1972 erhielt Hans W. Ulrich die Ehrenplakette der Stadt Goslar in Silber.

## Werke
- Die geniale Erfindung und drei weitere humoristische Sketche, Goslar 1950.
- Der Seitensprung und fünf weitere humoristische Sketche, Goslar 1950.
- Eine Stunde froher Laune, Goslar 1950.
- Die keusche Rita, Goslar/Harz 1951.
- Harro und seine Jungen, Stuttgart 1953.
- Die Gefangenen des Rimbu, Stuttgart 1954.
- Das Horn des Badak, Stuttgart 1954.
- Die Rasselbande, Berlin u. a. 1954.
- Flucht in die Naukluft, Stuttgart 1955.
- Der grüne Drache, Stuttgart 1955.
- Die Mädchen von Tana Radjah, Stuttgart 1955.
- Orlog im Namaland, Stuttgart 1955.
- Künstlerheim Basté, Stuttgart 1956.
- Ritt durch die Namib, Stuttgart 1956.
- Sabotage an Bord, Stuttgart 1956.
- Schmuggler wider Willen, Stuttgart 1956.
- Sprung ins Ungewisse, Stuttgart 1957.
- Unerkannt nach China, Stuttgart 1958.
- Fünfzig Meilen vor Rehoboth, Bielefeld 1961.
- Der Sohn des Abu Hafir, Stuttgart 1961.
- Da lacht die Butterhanne, Braunschweig 1962.
- Wilderer im Busch, Stuttgart 1962.
- Notruf an alle, Stuttgart 1963.
- In Australien verschollen, Stuttgart 1964.
- Hier schmunzelt das Dukatenmännchen, Goslar 1965.
- Das Schloß an der Thaya, Bayreuth 1965.
- Rache ist süß, Göttingen 1966.
- Weinen verboten, Göttingen 1966. Auch in 3 Einzelbänden erschienen:
  - Teil 1: Flucht ins Ungewisse
  - Teil 2: Unheimliche Stunden
  - Teil 3: Gefährlicher Durchbruch
- Vier auf dem Kriegspfad, Göttingen 1966.
- Vier in einem Boot, Göttingen 1966.
- Flucht in die Freiheit, Göttingen 1971.
- Sprung ins Abenteuer, Göttingen 1971.